# Croisade de Varna
La croisade de Varna est une campagne militaire menée par nombre de dirigeants chrétiens contre l'Empire ottoman, alors puissance en expansion. Elle eut lieu principalement dans les Balkans entre octobre 1443 jusqu'à la bataille de Varna, le 10 novembre 1444. La croisade a été appelée par le pape Eugène IV le 1er janvier 1443. Les principaux chefs de la croisade côté chrétien sont Ladislas III, roi de Pologne et de Hongrie et Jean Hunyadi, voïvode de Transylvanie. Face à eux, ils ont le sultan ottoman Mourad II, père de Mehmet II.
La croisade de Varna a abouti à une victoire ottomane décisive sur l'alliance des croisés à la bataille de Varna, au cours de laquelle Ladislas III et le légat papal de l'expédition Julian Cesarini ont été tués.

## Prémices
En 1428, alors que l'Empire ottoman est en guerre contre la république de Venise et le royaume de Hongrie, il parvient à une paix temporaire en établissant le Despotat serbe comme État tampon. Après la fin de la guerre en 1430,, les Ottomans reviennent à leur objectif initial de contrôler toutes les terres au sud du Danube. En 1432, le sultan Mourad II entreprend des raids en Transylvanie. Après la mort du roi Sigismond en 1437, les attaques s'intensifient, les Ottomans occupant Borač en 1438 et Zvornik et Srebrenica en 1439. À la fin de l'année 1439, Smederevo capitule et Murad réussit à faire de la Serbie une province ottomane. Đurađ Branković, despote de Serbie, se réfugie dans ses domaines en Hongrie. En 1440, Murad assiège la principale forteresse frontalière de la Hongrie, Belgrade. Après son échec devant la forteresse, il est contraint de retourner en Anatolie pour mettre fin aux attaques des Karamanides,.
Entre-temps, le successeur de Sigismond, Albert, meurt en octobre 1439, peu après avoir signé une loi visant à « restaurer les anciennes lois et coutumes du royaume ». Cette loi limitait l'autorité royale en exigeant la participation de la noblesse terrienne aux décisions politiques. Quatre mois après la mort d'Albert, son fils unique Ladislas le Posthume naît alors que la Hongrie est en pleine guerre civile pour désigner le prochain monarque. Le 17 juillet 1440, Ladislas, roi de Pologne, est couronné roi de Hongrie malgré des différends persistants. Jean Hunyadi aide la cause de Ladislas en pacifiant les comtés de l'Est, ce qui lui vaut le poste de Nádor de Transylvanie et la responsabilité correspondante de protéger la frontière méridionale de la Hongrie. À la fin de l'année 1442, Ladislas avait assuré son statut en Hongrie et rejeté une proposition ottomane de paix en échange de Belgrade.
L'Église catholique préconisait depuis longtemps une croisade contre les Ottomans et, avec la fin de la guerre civile hongroise et d'une guerre presque simultanée à Byzance, elle a pu entamer des négociations et planifier de manière réaliste. C'est Hunyadi qui, entre 1441 et 1442, a donné l'impulsion nécessaire à la mise en œuvre de ces plans. En 1441, il défait un raid mené par Ishak Pacha de Smederevo ; le 22 mars 1442, il anéantit presque entièrement l'armée de Mezid Bey en Transylvanie ; en septembre, il défait l'attaque vengeresse de Şihabeddin Pacha, gouverneur général de Roumélie ; Branković, qui espère libérer la Serbie, apporte également son soutien après la chute de Novo Brdo, la dernière grande ville serbe, aux mains des Ottomans en 1441.

## Déroulement

### Intervention byzantine
Profitant de la guerre mené par les européens contre les ottomans et dans une volonté d'améliorer les défenses de la Morée, Constantin Paléologue, despote de Morée, entre dans le duché d'Athènes alors vassal des Ottomans. La prise d'Athènes permet à Constantin de contraindre le duc Nerio II Acciaiuoli à devenir vassal de l'Empire en plus de lui céder la ville de Thèbes. L'armée byzantine entre ensuite en Grèce ottomane, où elle connaît quelques succès avant d'être contraint de se replier derrière l'Hexamilion, face à l'avancée de l'armée de Mourad II, qui reprend Thèbes et Athènes pour Nerio II, qui redevient un vassal des Ottomans. L'armée ottomane poursuit son avancée et franchit l'Hexamilion avant de ravager la Morée.